# Neufchâteau (Belgien)
Neufchâteau (wallonisch Li Tchestea; deutsch veraltet Neuenburg) ist eine belgische Stadt in der Region Wallonien.

## Geographie
Neufchâteau liegt im Süden des Landes in den Ardennen und besteht aus der Kernstadt sowie den Ortsteilen Grandvoir, Grapfontaine, Hamipré, Longlier und Tournay. Brüssel liegt etwa 130 Kilometer nordwestlich und die Stadt Luxemburg 55 Kilometer südöstlich. 
Die nächsten Autobahnabfahrten sind Neufchâteau, Verlaine und Léglise an der A 4/E 411 bzw. E 25.
Die Stadt hat einen Regionalbahnhof an der Bahnlinie Namur-Arlon.
Die Flughäfen von Charleroi, Luxemburg und Lüttich sind die nächsten Verkehrsflughäfen von teilweise überregionaler Bedeutung.

## Geschichte
Neolithische Megalithen  um 2000 v. Chr. und eine keltische Nekropole aus der Zeit zwischen dem 5. und 2. Jahrhundert v. Chr., welche in dieser Region gefunden wurden, bescheinigen frühe menschliche Besiedlung. Gallo-römischen Grabstätten und eine kleine römische Villa zeigen landwirtschaftliche Besiedlung während des 2. Jh. n. Chr.  Die Region war in karolingischer Zeit vor allem als Jagdgebiet genutzt und blieb spärlich besiedelt während des gesamten Mittelalters. Ein Dokument von 1100 zeigt, dass einer der vielen kleinen Weiler in der Umgebung, Semel, an die Abtei von Amdain (nun Saint-Hubert) verschenkt wurde. Im Jahre 1239 wurde dasselbe Dorf  Teil der Herrschaft Neufchâteau und wurde zur gleichen Zeit an die Abtei von Orval verschenkt. Wie viele seiner Nachbargebiete war die Herrschaft von Neufchâteau Teil des Herzogtums Luxemburg, innerhalb des Heiligen Römischen Reichs Deutscher Nation. 
Der Stadtteil Longlier erlebte schon in der Karolingerzeit seine erste Blüte: 759 verbrachte Pippin der Kurze hier das Weihnachtsfest (Regesta Imperii I, 89a). 771 und 773 hielt Karl der Große, damals nur deutscher König, hier Gerichtsversammlungen ab (Regesta Imperii I, 142f.). Spätestens jetzt dürfen wir von der Existenz eines karolingischen Königshofs "Longolare" ausgehen, in der die Herrscher übernachteten, richteten und Urkunden signierten. 888 stellte Kaiser Arnulf fest, dass der Ort zu den Besitzungen  des Aachener Marienkonvents gehörte (MGH DArn 031). 946 verschenkte König Otto I. die Kirche von Longlier an eine Getreue (Reg.Imp. II,142) und 1055 beurkundete Kaiser Heinrich III, dass diese Kirche nun dem Kloster Florennes gehören soll (Reg.Imp. RIplus Regg. HIII, 408).  
Zu Beginn des Ersten Weltkrieges fand am 22./23. August 1914 die Schlacht bei Neufchâteau statt.

## Einzelnachweise

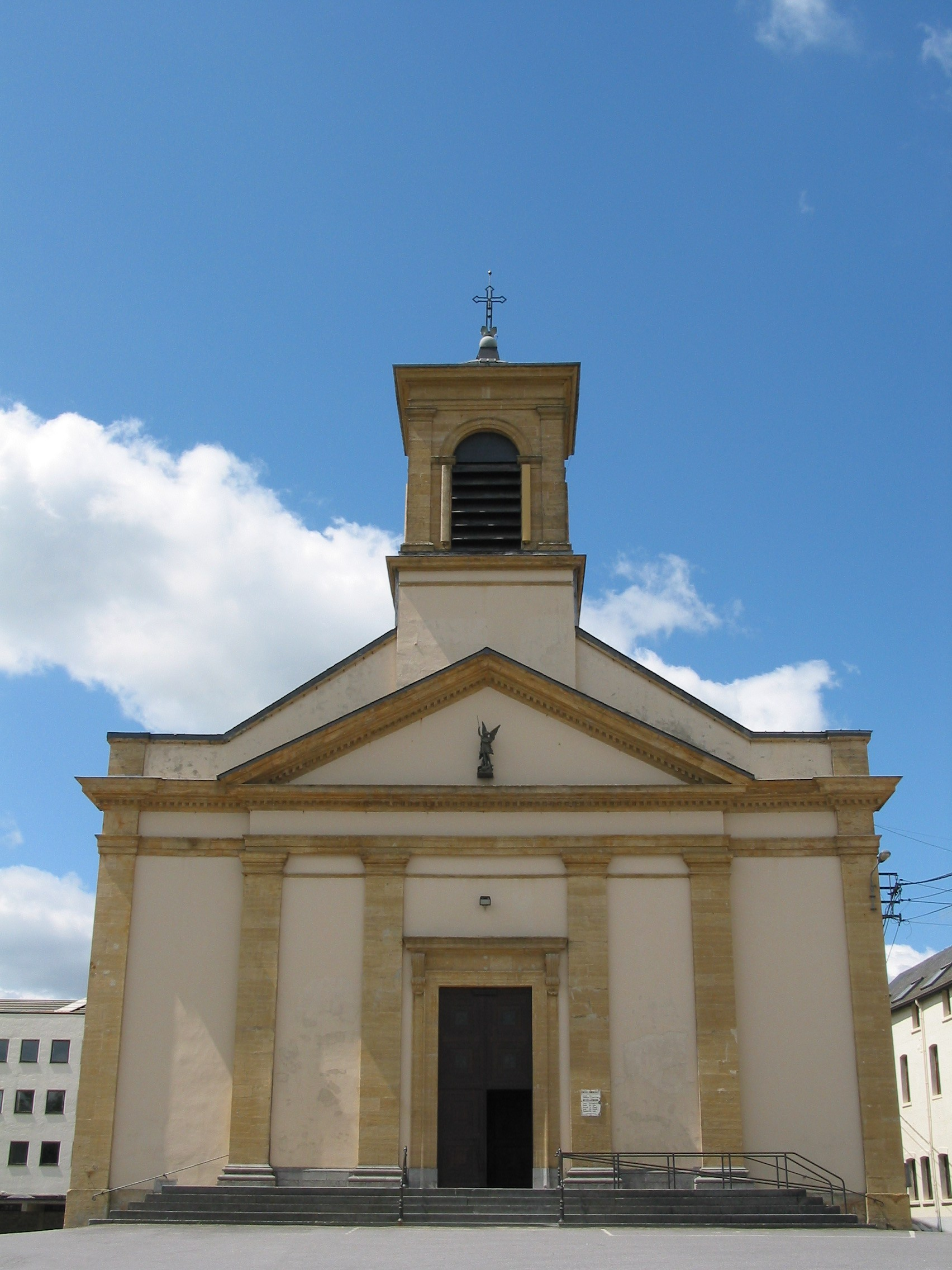
Die Kirche Saint-Michel

## Sehenswürdigkeiten
- Observatorium von Grapfontaine, das Astronomiezentrum der Ardennen (Sternwarte und Planetarium). Es verfügt über sechs Kuppeln und hat mit 600 mm Öffnung eines der leistungsfähigsten Teleskope Belgiens.[1]